# Autagonistofilia
A autagonistofilia (do grego antigo: αὐτός, autós, 'si próprio'; ἀγωνιστής, agōnistḗs, 'combatente'; φιλία, philíā, 'amor') é uma parafilia que envolve o prazer sexual em observar a si próprio copulando em um palco, ou sendo filmado ou fotografado durante o ato.

## Etimologia
O termo "autagonistofilia", deriva do grego antigo 'αὐτός', transliterado 'autós', que significa "si próprio"; 'ἀγωνιστής' (agōnistḗs), que significa "agonista", que denota um indivíduo que se engajava em atividades de ginástica por prêmios em jogos públicos; e 'φιλία', (phílíā), que significa "amor".

## Psicologia
Robert J. Campbell, descreve a parafilia como "uma parafilia na qual a excitação sexual e orgasmo são contingentes da exposição de si mesmo em uma apresentação ao vivo, ou seja, sendo observado atuando no palco ou na câmera".
Em seu livro, The Clinical Lacan, Joel Dor, escrevendo sobre a histeria, diz: "através dessa identificação com o objeto ideal do desejo do povo, todos os seus esforços estão a serviço da identificação fálica. Não é surpreendente, portanto, notar a intensa atração do histérico por qualquer situação em que essa identificação imaginária possa ser trazida ao palco".
Por sua vez, Anil Aggrawal, em seu livro Forensic and Medico-legal Aspects of Sexual Crimes and Unusual Sexual Practices, descreve esta parafilia como sendo a "excitação sexual e orgasmo [sendo] contingentes à exibição de si mesmo em um show ao vivo ou ao ser fotografado".